# XXIII dynastia
XXIII dynastia – dynastia władców starożytnego Egiptu, rezydujących w Tebach, Herakleopolis, Hermopolis, Leontopolis i Tanis. Dynastia panowała w latach 830–715 p.n.e.
| Trzeci Okres Przejściowy – XXIII dynastia libijska |                       |                         |                        |                          |                  |                       |
| Władca                                             | Lata panowania p.n.e. | Nomen                   | Prenomen               | Żony                     | Miejsce pochówku | Tereny podległe       |
| Padibastet                                         | 830–805               | Padibastet Meri Amon    | Usermaatre Setepenamon |                          | ?                | Tanis, Bubastis, Teby |
| Iuput I                                            | 816–800               | Iuput MeriAmon          |                        | Tentkau                  | ?                | Leontopolis           |
| Szeszonk VI                                        | 805–790               | Szeszonk MeriAmon       | Usermaatre Meriamon    | Karamama IV (Merimut II) | ?                | Tanis, Bubastis, Teby |
| Osorkon III                                        | 790–767–762           | Osorkon Saaset MeriAmon | Usermaatre Setepenamon | Tentsai I, Karoaczet     | ?                | Leontopolis, Teby     |
| Takelot III                                        | 767–762–755           | Takelot Sieset MeriAmon | Usermaatre Setepenamon | Tentsai II               | ?                | Teby, Leontopolis     |
| Rudżamon                                           | 755–735               | Rudżamon MeriAmon       | Usermaatre Setepenamon | Tadi[amon]               | ?                | Teby, Leontopolis     |
| Iuput II                                           | 756–725               | Iuput Sibastet MeriAmon | Usermaatre Setepenamon |                          | ?                | Leontopolis           |
| Szeszonk VII                                       | 720–715               | Szeszonk                | Wasneczerre Setepenre  |                          | ?                | ?                     |